# Championnat de France du kilomètre
Le championnat de France de l'épreuve du kilomètre est l'une des épreuves au programme des championnats de France de cyclisme sur piste. 
L'épreuve est disputée par les hommes. Elle n'est pas au programme chez les femmes entre 1995 et 2024, remplacée par le 500 mètres.
Avant 1992, les Championnats professionnels et amateurs étaient distincts mais seuls les amateurs avaient un titre sur cette épreuve. Les Championnats de France du kilomètre sont open depuis 1992.

## Palmarès

### Hommes

#### Élites
| Année | Vainqueur         | Deuxième             | Troisième            |
| ----- | ----------------- | -------------------- | -------------------- |
| 1973  | Patrick Pecchio   | Pierre Trentin       | Serge Aubey          |
| 1974  | Pierre Trentin    | Daniel Morelon       | Jean-Pierre Devreese |
| 1975  | Pierre Trentin    | Jean-Pierre Devreese | Alex Pontet          |
| 1976  | Éric Vermeulen    | Pierre Trentin       | Alex Pontet          |
| 1977  | Éric Vermeulen    | Yavé Cahard          | Pierre Trentin       |
| 1978  | Yavé Cahard       | Éric Vermeulen       | Pierre Biscaye       |
| 1979  | Yavé Cahard       | Éric Vermeulen       | Jacques Dolhats      |
| 1980  | Yavé Cahard       | Yvon Cloarec         | Franck Depine        |
| 1981  | Yavé Cahard       | Yvon Cloarec         | Philippe Boyer       |
| 1982  | Philippe Vernet   | Christophe Vilbrod   | Yvon Cloarec         |
| 1983  | Philippe Boyer    | Michel Cortinovis    | Guy Rollande         |
| 1984  | Fabrice Colas     | Philippe Boyer       | Christophe Vilbrod   |
| 1985  | Philippe Boyer    | Christophe Vilbrod   | Fabrice Colas        |
| 1986  | Philippe Boyer    | Fabrice Colas        | Laurent Sikorski     |
| 1987  | Philippe Boyer    | Christophe Vilbrod   | Fabien Surault       |
| 1988  | Frédéric Magné    | Fabrice Colas        | Luc Migraine         |
| 1989  | Frédéric Magné    | Luc Migraine         | Fabrice Colas        |
| 1990  | Frédéric Magné    | Luc Migraine         | Denys Lemyre         |
| 1991  | Frédéric Magné    | Frédéric Lancien     | Luc Migraine         |
| 1992  | Frédéric Lancien  | Frédéric Magné       | Benoît Vêtu          |
| 1993  | Florian Rousseau  | Hervé Robert Thuet   | Frédéric Lancien     |
| 1994  | Florian Rousseau  | Frédéric Lancien     | Benoît Vêtu          |
| 1995  | Florian Rousseau  | Frédéric Lancien     | Hervé Robert Thuet   |
| 1996  | Florian Rousseau  | Hervé Robert Thuet   | Laurent Accart       |
| 1997  | Arnaud Tournant   | Hervé Robert Thuet   | Damien Gérard        |
| 1998  | Arnaud Tournant   | Frédéric Lancien     | Hervé Robert Thuet   |
| 1999  | Arnaud Tournant   | Hervé Robert Thuet   | Mickaël Bourgain     |
| 2000  | Arnaud Tournant   | Hervé Robert Thuet   | Arnaud Dublé         |
| 2001  | Arnaud Tournant   | Hervé Robert Thuet   | Arnaud Dublé         |
| 2002  | Arnaud Tournant   | Hervé Gané           | Arnaud Dublé         |
| 2003  | Mickaël Bourgain  | Arnaud Tournant      | Mathieu Mandard      |
| 2004  | Arnaud Tournant   | Sébastien Notin      | Hervé Gané           |
| 2005  | François Pervis   | Sébastien Henriette  | Sébastien Notin      |
| 2006  | François Pervis   | Kévin Sireau         | Michaël D'Almeida    |
| 2007  | François Pervis   | Didier Henriette     | Sébastien Henriette  |
| 2008  | Michaël D'Almeida | Ghislain Boiron      | Adrien Doucet        |
| 2009  | François Pervis   | Quentin Lafargue     | Charlie Conord       |
| 2010  | Quentin Lafargue  | Thomas Bonafos       | Florian Vernay       |
| 2011  | Quentin Lafargue  | Michaël D'Almeida    | François Pervis      |
| 2012  | Michaël D'Almeida | François Pervis      | Quentin Lafargue     |
| 2013  | François Pervis   | Michaël D'Almeida    | Quentin Lafargue     |
| 2014  | François Pervis   | Michaël D'Almeida    | Quentin Lafargue     |
| 2015  | Michaël D'Almeida | Thomas Copponi       | Benjamin Édelin      |
| 2016  | Quentin Lafargue  | Benjamin Édelin      | Thomas Copponi       |
| 2017  | François Pervis   | Sébastien Vigier     | Quentin Lafargue     |
| 2018  | Michaël D'Almeida | Quentin Lafargue     | Sébastien Vigier     |
| 2019  | Quentin Lafargue  | Michaël D'Almeida    | François Pervis      |
| 2021  | Quentin Lafargue  | Michaël D'Almeida    | Quentin Caleyron     |
| 2022  | Melvin Landerneau | Rayan Helal          | Quentin Lafargue     |
| 2023  | Melvin Landerneau | Tom Derache          | Quentin Lafargue     |
| 2024  | Tom Derache       | Quentin Caleyron     | Luca Priore          |
| 2025  | Étienne Oliviero  | Rayan Helal          | Tom Derache          |

| Année | Vainqueur           | Deuxième            | Troisième        |
| ----- | ------------------- | ------------------- | ---------------- |
| 2001  | Hervé Gané          | Jérôme Hubschwerlin | Kévin Avarello   |
| 2002  | Sébastien Notin     | Mathieu Mandard     | Kévin Avarello   |
| 2003  | Mathieu Mandard     | François Pervis     | Franck Durivaux  |
| 2004  | Sébastien Notin     | Mathieu Mandard     | Didier Henriette |
| 2005  | Sébastien Henriette | Mathieu Mandard     | Didier Henriette |
| 2006  | Michaël D'Almeida   |                     |                  |
| 2007  | Alexandre Volant    | Cédric Clair        | Ghislain Boiron  |
| 2008  | Michaël D'Almeida   | Ghislain Boiron     | Adrien Doucet    |
| 2009  | Charlie Conord      | Ghislain Boiron     | Thierry Jollet   |
| 2010  | Thomas Bonafos      | Florian Vernay      | Ugo Zannetti     |
| 2011  | Thomas Bonafos      | Florian Vernay      | Thierry Jollet   |

| Année | Vainqueur              | Deuxième           | Troisième               |
| ----- | ---------------------- | ------------------ | ----------------------- |
| 1977  | Franck Depine          | Jean-Marc Lenoir   | (ex aequo) Yvon Cloarec |
| 1978  | Yvon Cloarec           | Carvin             | Michel Cortinovis       |
| 1984  | Fabien Surault         |                    |                         |
| 1985  | Fabien Surault         |                    |                         |
| 1988  | Guillaume Destang      |                    |                         |
| 1998  | Arnaud Dublé           |                    |                         |
| 1999  | Sylvain Alonso         |                    |                         |
| 2000  | Sylvain Alonso         |                    |                         |
| 2001  | Mathieu Mandard        |                    |                         |
| 2002  | François Pervis        |                    |                         |
| 2003  | Didier Henriette       | Grégory Baugé      | Denis Rivenaire         |
| 2004  | David-Alexandre Cabrol | Denis Rivenaire    | Damien Roblot           |
| 2005  | Kévin Sireau           | Alexandre Volant   | Michaël D'Almeida       |
| 2006  | Ghislain Boiron        | Nicolas Bourin     | Fabien Douillard        |
| 2007  | Thierry Jollet         | Quentin Lafargue   | Charlie Conord          |
| 2008  | Quentin Lafargue       | Thomas Bonafos     | Mickaël Valenza         |
| 2009  | Florian Vernay         | Mickaël Valenza    | Thibault Monvoisin      |
| 2010  | Julien Palma           | Benjamin Edelin    | Rony Coyere             |
| 2011  | Benjamin Edelin        | Julien Palma       | Thomas Cacheleux        |
| 2012  | Thomas Copponi         | Erwann Aubernon    | Tom Boes                |
| 2013  | Thomas Copponi         | Killian Evenot     | Benjamin Gil            |
| 2014  | Théophile Leblanc      | Benjamin Gil       | Sébastien Vigier        |
| 2015  | Sébastien Vigier       | Thomas Denis       | Jordan Alves            |
| 2016  | Valentin Tabellion     | Maxime Vienne      | Baptiste Le Vigouroux   |
| 2017  | Rayan Helal            | Titouan Renvoisé   | Baptiste Gourguechon    |
| 2018  | Adrien Baron           | Valentin Beyer     | Thibault Lavenant       |
| 2019  | Théo Bracke            | Valentin Bramoulle | Adrien Le Meut          |
| 2021  | Oscar Caron            | Vincent Cloarec    | Axel Salvadori          |
| 2022  | Sam Penaud             | Yann Velna         | Maxence Colombe         |
| 2023  | Yann Velna             | Louis Fuhrmann     | Félix Tilly             |
| 2024  | Etienne Oliviero       | Matthias Sylvanise | Hervé Salaün            |

### Femmes
Cette épreuve est remplacée de 1995 à 2024 par le championnat de France du 500 mètres.
| Année | Vainqueur                | Deuxième               | Troisième              |
| ----- | ------------------------ | ---------------------- | ---------------------- |
| 1990  | Isabelle Nicoloso        | Magali Humbert-Faure   | Isabelle Nguyen van Tu |
| 1991  | Isabelle Nicoloso        | Isabelle Nguyen van Tu | Magali Humbert-Faure   |
| 1992  | Magali Humbert-Faure     | Nathalie Even-Lancien  | Isabelle Nicoloso      |
| 1993  | Nathalie Even-Lancien    | Magali Humbert-Faure   | Isabelle Nguyen van Tu |
| 1994  | Nathalie Even-Lancien    | Magali Humbert-Faure   | Isabelle Nicoloso      |
| 2025  | Taky Marie-Divine Kouamé | Marion Borras          | Marie Louisa Drouode   |

## Sources
- Palmarès du kilomètre masculin sur memoire-du-cyclisme.eu
- Palmarès du kilomètre féminin sur memoire-du-cyclisme.eu